# Општина Калмацују (Телеорман)
Калмацују (рум. Cãlmãţuiu) општина је у Румунији у округу Телеорман.
Oпштина се налази на надморској висини од 74 m.